# Câu lạc bộ bóng đá Hải Phòng mùa bóng 2023
Mùa bóng 2023 là mùa giải thứ 41 trong lịch sử của câu lạc bộ bóng đá Hải Phòng và là mùa thứ 16 liên tiếp đội bóng thi đấu tại V.League 1, giải bóng đá cấp độ cao nhất trong hệ thống giải đấu của bóng đá Việt Nam.

## Đội hình
Ghi chú: Quốc kỳ chỉ đội tuyển quốc gia được xác định rõ trong điều lệ tư cách FIFA. Các cầu thủ có thể giữ hơn một quốc tịch ngoài FIFA.
| Số | VT | Quốc gia    | Cầu thủ                                       |
| -- | -- | ----------- | --------------------------------------------- |
| 1  | TM | Việt Nam    | Nguyễn Đình Triệu                             |
| 2  | HV | Việt Nam    | Nguyễn Anh Hùng                               |
| 3  | HV | Việt Nam    | Phạm Mạnh Hùng                                |
| 5  | HV | Việt Nam    | Đặng Văn Tới                                  |
| 6  | TV | Việt Nam    | Martin Lo                                     |
| 7  | TĐ | Uganda      | Joseph Mpande                                 |
| 8  | TV | Việt Nam    | Lương Xuân Trường                             |
| 65 | TĐ | Tây Ban Nha | Carlos Fernández                              |
| 11 | TV | Việt Nam    | Hồ Minh Dĩ                                    |
| 12 | HV | Việt Nam    | Trịnh Hoa Hùng                                |
| 14 | TV | Việt Nam    | Nguyễn Hải Huy                                |
| 15 | HV | Việt Nam    | Nguyễn Văn Đạt                                |
| 17 | HV | Việt Nam    | Phạm Trung Hiếu                               |
| 19 | TV | Việt Nam    | Lê Mạnh Dũng                                  |
| 20 | HV | Việt Nam    | Dương Văn Khoa                                |
| 21 | TV | Việt Nam    | Nguyễn Kiên Quyết (mượn từ Hoàng Anh Gia Lai) |

| Số | VT | Quốc gia | Cầu thủ            |
| -- | -- | -------- | ------------------ |
| 22 | TV | Việt Nam | Nguyễn Phú Nguyên  |
| 23 | TV | Việt Nam | Lê Trung Hiếu      |
| 25 | TM | Việt Nam | Phạm Văn Luân      |
| 26 | TM | Việt Nam | Nguyễn Văn Toản    |
| 28 | HV | Việt Nam | Nguyễn Nhữ Đức Anh |
| 29 | TV | Việt Nam | Nguyễn Văn Minh    |
| 30 | TV | Việt Nam | Lương Hoàng Nam    |
| 38 | TV | Việt Nam | Nguyễn Trọng Hiếu  |
| 45 | TV | Việt Nam | Nguyễn Thành Đồng  |
| 66 | HV | Haiti    | Bicou Bissainthe   |
| 77 | TV | Việt Nam | Nguyễn Hữu Sơn     |
| 79 | TV | Việt Nam | Nguyễn Tuấn Anh    |
| 97 | TV | Việt Nam | Triệu Việt Hưng    |

## Chuyển nhượng

### Đầu mùa giải

#### Chuyển đến
| #  | VT | Cầu thủ            | Từ                    | Phí   | Ref.  |
| -- | -- | ------------------ | --------------------- | ----- | ----- |
| 1  | HV | Phạm Mạnh Hùng     | Thép Xanh Nam Định    | Tự do | [ 1 ] |
| 2  | TV | Lương Xuân Trường  | Hoàng Anh Gia Lai     | Tự do | [ 1 ] |
| 3  | TV | Hồ Minh Dĩ         | Hà Nội                | Tự do | [ 1 ] |
| 4  | TV | Nguyễn Tuấn Anh    | Hà Nội                | Tự do | [ 1 ] |
| 5  | TV | Đặng Văn Tới       | Hà Nội                | Tự do | [ 1 ] |
| 6  | HV | Nguyễn Văn Đạt     | Sài Gòn               | Tự do | [ 1 ] |
| 7  | TV | Nguyễn Hữu Sơn     | Sài Gòn               | Tự do | [ 1 ] |
| 8  | HV | Dương Văn Khoa     | Thành phố Hồ Chí Minh | Tự do | [ 1 ] |
| 9  | HV | Nguyễn Như Đức Anh | Kray FC               | Tự do | [ 1 ] |
| 10 | HV | Bicou Bissainthe   | Pacific FC            | Tự do | [ 1 ] |
| 11 | TĐ | Carlos Fernández   | Cacereño              | Tự do | [ 1 ] |
| 12 | TĐ | Emmanuel Okutu     | Defence Force         | Tự do | [ 1 ] |

#### Rời đi
| # | VT | Cầu thủ         | Đến                | Phí          | Ref.  |
| - | -- | --------------- | ------------------ | ------------ | ----- |
| 1 | TĐ | Rimario Gordon  | Becamex Bình Dương | Tự do        | [ 1 ] |
| 2 | TV | Moses Oloya     | Becamex Bình Dương | Tự do        | [ 1 ] |
| 3 | TV | Châu Ngọc Quang | Hoàng Anh Gia Lai  | Hết hạn mượn | [ 1 ] |
| 4 | TĐ | Hoàng Thái Bình | Đông Á Thanh Hóa   | Tự do        | [ 1 ] |
| 5 | TĐ | Bùi Tiến Dụng   | Công an Hà Nội     | Tự do        | [ 1 ] |
| 6 | TĐ | Dụng Quang Nho  | Hoàng Anh Gia Lai  | Tự do        | [ 1 ] |

### Giữa mùa giải

#### Rời đi
| # | VT | Cầu thủ        | Đến           | Phí   | Ref.  |
| - | -- | -------------- | ------------- | ----- | ----- |
| 1 | TĐ | Emmanuel Okutu | Defence Force | Tự do | [ 2 ] |

## Tiền mùa giải và giao hữu
Để chuẩn bị cho mùa giải 2023, Hải Phòng đã tham dự Giải giao hữu Tứ hùng LienVietPostBank Cup diễn ra từ ngày 12 đến 16 tháng 1 trên sân vận động Hàng Đẫy. Giải đấu quy tụ 4 đội bóng gồm Hà Nội, Viettel, Công an Hà Nội và Hải Phòng, thi đấu theo hình thức vòng tròn tính điểm. Câu lạc bộ giành hạng tư chung cuộc.
| 12 tháng 1 năm 2023 | Công an Hà Nội | 0–0 | Hải Phòng | Đống Đa, Hà Nội        |  |
| 18:30               |                |     |           | Sân vận động: Hàng Đẫy |  |

| 14 tháng 1 năm 2023 | Hải Phòng | 2–5 | Viettel | Đống Đa, Hà Nội        |  |
| 15:30               |           |     |         | Sân vận động: Hàng Đẫy |  |

| 16 tháng 1 năm 2023 | Hà Nội    | 1–0 | Hải Phòng | Đống Đa, Hà Nội                               |  |
| 15:30               | Lucão 58' |     |           | Sân vận động: Hàng Đẫy Trọng tài: Lê Đức Cảnh |  |

## Mùa giải

### Kết quả tổng quát
| Giải đấu          | Trận đấu đầu tiên | Trận đấu cuối cùng | Vòng đấu mở màn | Vị trí chung cuộc | Thành tích | Thành tích | Thành tích | Thành tích | Thành tích | Thành tích | Thành tích | Thành tích |
| Giải đấu          | Trận đấu đầu tiên | Trận đấu cuối cùng | Vòng đấu mở màn | Vị trí chung cuộc | ST         | T          | H          | B          | BT         | BB         | HS         | % thắng    |
| ----------------- | ----------------- | ------------------ | --------------- | ----------------- | ---------- | ---------- | ---------- | ---------- | ---------- | ---------- | ---------- | ---------- |
| V.League 1        | 3 tháng 2, 2023   | -                  | Vòng 1          | -                 | 11         | 3          | 6          | 2          | 13         | 13         | +0         | 027,27     |
| Cúp Quốc gia      | 2 tháng 4, 2023   | 2 tháng 4, 2023    | Vòng loại       | Vòng loại         | 1          | 0          | 1          | 0          | 1          | 1          | +0         | 000,00     |
| Siêu cúp Quốc gia | 29 tháng 1, 2023  | 29 tháng 1, 2023   | Chung kết       | Á quân            | 1          | 0          | 0          | 1          | 0          | 2          | −2         | 000,00     |
| Tổng cộng         | Tổng cộng         | Tổng cộng          | Tổng cộng       | Tổng cộng         | 13         | 3          | 7          | 3          | 14         | 16         | −2         | 023,08     |

Cập nhật lần cuối: 1 tháng 6, 2023
Nguồn: Các giải đấu

### Giải vô địch quốc gia
Lịch thi đấu Giải bóng đá Vô địch Quốc gia 2023 được công bố vào ngày 26 tháng 12 năm 2022.

#### Bảng xếp hạng
| VT | Đội                 | ST | T | H | B | BT | BB | HS | Đ  | Giành quyền tham dự              |
| -- | ------------------- | -- | - | - | - | -- | -- | -- | -- | -------------------------------- |
| 3  | Hà Nội              | 13 | 6 | 4 | 3 | 18 | 12 | +6 | 22 | Tham dự nhóm vô địch giai đoạn 2 |
| 4  | Viettel             | 13 | 5 | 6 | 2 | 14 | 11 | +3 | 21 | Tham dự nhóm vô địch giai đoạn 2 |
| 5  | Hải Phòng           | 13 | 4 | 7 | 2 | 14 | 13 | +1 | 19 | Tham dự nhóm vô địch giai đoạn 2 |
| 6  | Topenland Bình Định | 13 | 5 | 4 | 4 | 17 | 17 | 0  | 19 | Tham dự nhóm vô địch giai đoạn 2 |
| 7  | Thép Xanh Nam Định  | 13 | 4 | 7 | 2 | 12 | 13 | −1 | 19 | Tham dự nhóm vô địch giai đoạn 2 |

#### Kết quả tổng quát
| Tổng thể | Tổng thể | Tổng thể | Tổng thể | Tổng thể | Tổng thể | Tổng thể | Tổng thể | Sân nhà | Sân nhà | Sân nhà | Sân nhà | Sân nhà | Sân nhà | Sân khách | Sân khách | Sân khách | Sân khách | Sân khách | Sân khách |
| ST       | T        | H        | B        | BT       | BB       | HS       | Đ        | T       | H       | B       | BT      | BB      | HS      | T         | H         | B         | BT        | BB        | HS        |
| -------- | -------- | -------- | -------- | -------- | -------- | -------- | -------- | ------- | ------- | ------- | ------- | ------- | ------- | --------- | --------- | --------- | --------- | --------- | --------- |
| 11       | 3        | 6        | 2        | 13       | 13       | 0        | 15       | 2       | 2       | 1       | 8       | 6       | +2      | 1         | 4         | 1         | 5         | 7         | −2        |

#### Kết quả từng vòng
| Vòng    | 1 | 2 | 3 | 4 | 5 | 6 | 7  | 8  | 9 | 10 | 11 | 12 | 13 |
| ------- | - | - | - | - | - | - | -- | -- | - | -- | -- | -- | -- |
| Sân     | H | A | A | H | A | A | H  | A  | H | A  | H  | H  | A  |
| Kết quả | D | W | D | L | D | L | D  | D  | W | D  | W  |    |    |
| Vị trí  | 5 | 3 | 5 | 6 | 6 | 9 | 11 | 11 | 7 | 9  | 6  |    |    |

#### Các trận đấu
Thắng  Hòa  Thua
  Chưa thi đấu
| 04 tháng 2 năm 2023 1 - GĐ1 | Hải Phòng                                                                  | 2–2                             | Becamex Bình Dương                                                                  | Quận Ngô Quyền, Hải Phòng                                                 |  |
| 19:15                       | - Phạm Trung Hiếu 22' - Carlos Fernández 86' (ph.đ.) - Joseph Mpande 90+2' | Chi tiết FPT Play, HTV Thể thao | - Rimario Gordon 2', 77' 52' - Đoàn Hải Quân 3' - Tống Anh Tỷ 12' - Moses Oloya 37' | Sân vận động: Lạch Tray Lượng khán giả: 6.000 Trọng tài: Nguyễn Viết Duẩn |  |

| 08 tháng 2 năm 2023 2 - GĐ1 | Thành phố Hồ Chí Minh | 0–1                             | Hải Phòng                                                         | Quận 10, Thành phố Hồ Chí Minh                                        |  |
| 19:15                       | - Đào Quốc Gia 53'    | Chi tiết FPT Play, HTV Thể thao | - Triệu Việt Hưng 39' - Bicou Bissainthe 50' - Nguyễn Hải Huy 66' | Sân vận động: Thống Nhất Lượng khán giả: 3.000 Trọng tài: Ngô Duy Lân |  |

| 12 tháng 2 năm 2023 3 - GĐ1 | Sông Lam Nghệ An                        | 1–1               | Hải Phòng             | Thành phố Vinh, Nghệ An                                           |  |
| 18:00                       | - Jordy Soladio 12' - Michael Olaha 50' | Chi tiết FPT Play | - Nguyễn Tuấn Anh 10' | Sân vận động: Vinh Lượng khán giả: 5.000 Trọng tài: Hoàng Ngọc Hà |  |

| 18 tháng 2 năm 2023 4 - GĐ1 | Hải Phòng                 | 2–3                     | Hồng Lĩnh Hà Tĩnh                                                                                    | Quận Ngô Quyền, Hải Phòng                                             |  |
| 19:15                       | - Nguyễn Hải Huy 22', 60' | Chi tiết FPT Play, VTV5 | - Bùi Văn Đức 1' - Vũ Viết Triều 19' - Trần Phi Sơn 40' - Nguyễn Văn Đức 41' - Nguyễn Ngọc Thắng 81' | Sân vận động: Lạch Tray Lượng khán giả: 8.000 Trọng tài: Vũ Nguyên Vũ |  |

| 08 tháng 4 năm 2023 5 - GĐ1 | Công an Hà Nội                                    | 1–1                     | Hải Phòng                                                                            | Đống Đa, Hà Nội                                                     |  |
| 19:15                       | - Gustavo Henrique 7' 61' - Nguyễn Trọng Long 82' | Chi tiết FPT Play, VTV5 | - Bicou Bissainthe 11' - Phạm Mạnh Hùng 22' - Joseph Mpande 75' - Hồ Minh Dĩ 75' 82' | Sân vận động: Hàng Đẫy Lượng khán giả: 5.000 Trọng tài: Ngô Duy Lân |  |

| 13 tháng 4 năm 2023 6 - GĐ1 | Hà Nội                                                  | 3–0                     | Hải Phòng | Đống Đa, Hà Nội                                                          |  |
| 19:15                       | - Nguyễn Văn Quyết 2' (ph.đ.), 37' - Lucão do Break 80' | Chi tiết FPT Play, VTV5 |           | Sân vận động: Hàng Đẫy Lượng khán giả: 6.000 Trọng tài: Nguyễn Viết Duẩn |  |

| 17 tháng 4 năm 2023 7 - GĐ1 | Hải Phòng            | 0–0               | Viettel               | Quận Ngô Quyền, Hải Phòng                                                 |  |
| 19:15                       | - Nguyễn Văn Đạt 67' | Chi tiết FPT Play | - Trần Mạnh Cường 63' | Sân vận động: Lạch Tray Lượng khán giả: 5.500 Trọng tài: Nguyễn Đình Thái |  |

| 20 tháng 5 năm 2023 8 - GĐ1 | Thép Xanh Nam Định                                                                 | 1–1                     | Hải Phòng                                   | Thành phố Nam Định, Nam Định                                                   |  |
| 18:00                       | - Samuel Nnamani 5' - Nguyễn Đình Sơn 10' - Hồ Khắc Ngọc 36' - Nguyễn Hữu Tuấn 72' | Chi tiết FPT Play, VTV5 | - Joseph Mpande 38' - Lê Trung Hiếu 48' 82' | Sân vận động: Thiên Trường Lượng khán giả: 15.000 Trọng tài: Nguyễn Trung Kiên |  |

| 26 tháng 5 năm 2023 9 - GĐ1 | Hải Phòng | 2–1               | Khánh Hòa                           | Quận Ngô Quyền, Hải Phòng                                                 |  |
| 19:15                       | - Phạm Mạnh Hùng 5' - Nguyễn Hải Huy 13' - Triệu Việt Hưng 18' - Đặng Văn Tới 48' - Carlos Alfonso Fernandez Herrera 69' (ph.đ.) | Chi tiết FPT Play | - Jairo Rodrigeus Peixoto Filho 56' | Sân vận động: Lạch Tray Lượng khán giả: 6.000 Trọng tài: Nguyễn Viết Duẩn |  |

| 30 tháng 5 năm 2023 10 - GĐ1 | Topenland Bình Định                  | 1–1               | Hải Phòng                                                     | Quy Nhơn, Bình Định                                                |  |
| 18:00                        | - Phạm Văn Thành 42' - Rafaelson 71' | Chi tiết FPT Play | - Nguyễn Hải Huy 43' - Đặng Văn Tới 67' - Phạm Trung Hiếu 82' | Sân vận động: Quy Nhơn Lượng khán giả: 3.500 Trọng tài: Đỗ Anh Đức |  |

| 04 tháng 6 năm 2023 11 - GĐ1 | Hải Phòng                                                        | 2–0                             | Hoàng Anh Gia Lai       | Quận Ngô Quyền, Hải Phòng                                                   |  |
| 19:15                        | - Phạm Mạnh Hùng 31' - Triệu Việt Hưng 61' - Joseph Mpande 90+3' | Chi tiết FPT Play, VTV5, VTV5TN | - Nguyễn Thanh Nhân 33' | Sân vận động: Lạch Tray Lượng khán giả: 13.000 Trọng tài: Nguyễn Trung Kiên |  |

| 24 tháng 6 năm 2023 12 - GĐ1 | Hải Phòng | –        | SHB Đà Nẵng | Quận Ngô Quyền, Hải Phòng |  |
| 19:15                        |           | Chi tiết |             | Sân vận động: Lạch Tray   |  |

| 02 tháng 7 năm 2023 13 - GĐ1 | Đông Á Thanh Hóa | –        | Hải Phòng | Thành phố Thanh Hóa, Thanh Hóa |  |
| 17:00                        |                  | Chi tiết |           | Sân vận động: Thanh Hóa        |  |

### Cúp quốc gia
| 2 tháng 4 năm 2023 Vòng loại                                                         | Thép Xanh Nam Định                             | 1–1 (4–3 p)                                                                         | Hải Phòng                                                                                                 | Thành phố Nam Định, Nam Định                                            |  |
| 18:00                                                                                | - Nguyễn Hữu Tuấn 13' - Samuel Nnamani 58' 59' | Chi tiết FPT Play                                                                   | - Phạm Mạnh Hùng 26' - Đặng Văn Tới 40' - Carlos Fernández 56' - Nguyễn Kiên Quyết 66' - Hồ Minh Dĩ 90+3' | Sân vận động: Thiên Trường Lượng khán giả: 10.000 Trọng tài: Đỗ Anh Đức |  |
|                                                                                      |                                                | Loạt sút luân lưu                                                                   | |                                                                         |  |
| - Dominic Vinicius - Đinh Viết Tú - Samuel Nnamani - Nguyễn Hạ Long - Hendrio Araujo |                                                | - Carlos Fernández - Đặng Văn Tới - Hồ Minh Dĩ - Phạm Mạnh Hùng - Lương Xuân Trường | |                                                                         |  |

## Thống kê mùa giải

### Thống kê đội hình
| Số                                  | VT      | QT          | Cầu thủ            | Tổng số | Tổng số | V.League | V.League | Cúp Quốc gia | Cúp Quốc gia | Siêu cúp Quốc gia | Siêu cúp Quốc gia |         |         |
| Số                                  | VT      | QT          | Cầu thủ            | Trận    | Bàn     | Trận     | Bàn      | Trận         | Bàn          | Trận              | Bàn               |         |         |
| Thủ môn                             | Thủ môn | Thủ môn     | Thủ môn            | Thủ môn | Thủ môn | Thủ môn  | Thủ môn  | Thủ môn      | Thủ môn      | Thủ môn           | Thủ môn           | Thủ môn | Thủ môn |
| ----------------------------------- | ------- | ----------- | ------------------ | ------- | ------- | -------- | -------- | ------------ | ------------ | ----------------- | ----------------- | ------- | ------- |
| 1                                   | TM      | Việt Nam    | Nguyễn Đình Triệu  | 10      | 0       | 8        | 0        | 1            | 0            | 1                 | 0                 |         |         |
| 25                                  | TM      | Việt Nam    | Phạm Văn Luân      | 0       | 0       | 0        | 0        | 0            | 0            | 0                 | 0                 |         |         |
| 26                                  | TM      | Việt Nam    | Nguyễn Văn Toản    | 4       | 0       | 3+1      | 0        | 0            | 0            | 0                 | 0                 |         |         |
| Hậu vệ                              |         |             |                    |         |         |          |          |              |              |                   |                   |         |         |
| 2                                   | HV      | Việt Nam    | Nguyễn Anh Hùng    | 3       | 0       | 1+2      | 0        | 0            | 0            | 0                 | 0                 |         |         |
| 3                                   | HV      | Việt Nam    | Phạm Mạnh Hùng     | 9       | 0       | 7        | 0        | 1            | 0            | 1                 | 0                 |         |         |
| 5                                   | HV      | Việt Nam    | Đặng Văn Tới       | 13      | 0       | 11       | 0        | 1            | 0            | 1                 | 0                 |         |         |
| 12                                  | HV      | Việt Nam    | Trịnh Hoa Hùng     | 0       | 0       | 0        | 0        | 0            | 0            | 0                 | 0                 |         |         |
| 15                                  | HV      | Việt Nam    | Nguyễn Văn Đạt     | 4       | 0       | 0+3      | 0        | 0            | 0            | 0+1               | 0                 |         |         |
| 17                                  | HV      | Việt Nam    | Phạm Trung Hiếu    | 13      | 0       | 11       | 0        | 1            | 0            | 1                 | 0                 |         |         |
| 20                                  | HV      | Việt Nam    | Dương Văn Khoa     | 6       | 0       | 2+3      | 0        | 0            | 0            | 1                 | 0                 |         |         |
| 28                                  | HV      | Đức         | Nguyễn Như Đức Anh | 1       | 0       | 0+1      | 0        | 0            | 0            | 0                 | 0                 |         |         |
| 66                                  | HV      | Haiti       | Bicou Bissainthe   | 12      | 0       | 10+1     | 0        | 0            | 0            | 1                 | 0                 |         |         |
| Tiền vệ                             |         |             |                    |         |         |          |          |              |              |                   |                   |         |         |
| 6                                   | TV      | Việt Nam    | Martin Lo          | 2       | 0       | 0+2      | 0        | 0            | 0            | 0                 | 0                 |         |         |
| 8                                   | TV      | Việt Nam    | Lương Xuân Trường  | 4       | 0       | 1+2      | 0        | 0+1          | 0            | 0                 | 0                 |         |         |
| 11                                  | TV      | Việt Nam    | Hồ Minh Dĩ         | 9       | 1       | 3+4      | 1        | 0+1          | 0            | 0+1               | 0                 |         |         |
| 14                                  | TV      | Việt Nam    | Nguyễn Hải Huy     | 13      | 4       | 10+1     | 4        | 1            | 0            | 1                 | 0                 |         |         |
| 19                                  | TV      | Việt Nam    | Lê Mạnh Dũng       | 7       | 0       | 4+1      | 0        | 1            | 0            | 0+1               | 0                 |         |         |
| 21                                  | TV      | Việt Nam    | Nguyễn Kiên Quyết  | 3       | 0       | 2        | 0        | 1            | 0            | 0                 | 0                 |         |         |
| 22                                  | TV      | Việt Nam    | Nguyễn Phú Nguyên  | 1       | 0       | 0+1      | 0        | 0            | 0            | 0                 | 0                 |         |         |
| 23                                  | TV      | Việt Nam    | Lê Trung Hiếu      | 2       | 0       | 0+2      | 0        | 0            | 0            | 0                 | 0                 |         |         |
| 29                                  | TV      | Việt Nam    | Nguyễn Văn Minh    | 4       | 0       | 3        | 0        | 0            | 0            | 0+1               | 0                 |         |         |
| 30                                  | TV      | Việt Nam    | Lương Hoàng Nam    | 4       | 0       | 4        | 0        | 0            | 0            | 0                 | 0                 |         |         |
| 38                                  | TV      | Brasil      | Nguyễn Trọng Hiếu  | 1       | 0       | 0+1      | 0        | 0            | 0            | 0                 | 0                 |         |         |
| 45                                  | TV      | Việt Nam    | Nguyễn Thành Đồng  | 4       | 0       | 0+3      | 0        | 0            | 0            | 0+1               | 0                 |         |         |
| 77                                  | TV      | Việt Nam    | Nguyễn Hữu Sơn     | 13      | 0       | 8+3      | 0        | 1            | 0            | 1                 | 0                 |         |         |
| 79                                  | TV      | Việt Nam    | Nguyễn Tuấn Anh    | 10      | 1       | 5+4      | 1        | 0+1          | 0            | 0                 | 0                 |         |         |
| 97                                  | TV      | Việt Nam    | Triệu Việt Hưng    | 12      | 2       | 8+2      | 2        | 1            | 0            | 1                 | 0                 |         |         |
| Tiền đạo                            |         |             |                    |         |         |          |          |              |              |                   |                   |         |         |
| 9                                   | TĐ      | Uganda      | Joseph Mpande      | 10      | 3       | 8        | 3        | 1            | 0            | 1                 | 0                 |         |         |
| 65                                  | TĐ      | Tây Ban Nha | Carlos Fernández   | 9       | 3       | 8        | 2        | 1            | 1            | 0                 | 0                 |         |         |
| Cầu thủ chuyển nhượng giữa mùa giải |         |             |                    |         |         |          |          |              |              |                   |                   |         |         |
|                                     | TĐ      | Ghana       | Emmanuel Okutu     | 1       | 0       | 0        | 0        | 0            | 0            | 1                 | 0                 |         |         |

Nguồn: Giải đấu

### Cầu thủ ghi bàn
| #                                | Cầu thủ                          | V.League 1 | Cúp Quốc gia | Siêu cúp Quốc gia | Tổng cộng |
| -------------------------------- | -------------------------------- | ---------- | ------------ | ----------------- | --------- |
| 1                                | Nguyễn Hải Huy                   | 4          | 0            | 0                 | 4         |
| 2                                | Carlos Fernández                 | 2          | 1            | 0                 | 3         |
| 2                                | Joseph Mpande                    | 3          | 0            | 0                 | 3         |
| 4                                | Triệu Việt Hưng                  | 2          | 0            | 0                 | 2         |
| 5                                | Hồ Minh Dĩ                       | 1          | 0            | 0                 | 1         |
| 5                                | Nguyễn Tuấn Anh                  | 1          | 0            | 0                 | 1         |
| Cầu thủ đối phương phản lưới nhà | Cầu thủ đối phương phản lưới nhà | 0          | 0            | 0                 | 0         |
| Tổng cộng                        | Tổng cộng                        | 13         | 1            | 0                 | 14        |

### Cầu thủ kiến tạo
| #         | Cầu thủ          | V.League 1 | Cúp Quốc gia | Tổng cộng |
| --------- | ---------------- | ---------- | ------------ | --------- |
| 1         | Joseph Mpande    | 2          | 1            | 3         |
| 2         | Nguyễn Hữu Sơn   | 1          | 0            | 1         |
| 2         | Triệu Việt Hưng  | 1          | 0            | 1         |
| 2         | Carlos Fernández | 1          | 1            | 1         |
| Tổng cộng | Tổng cộng        | 5          | 1            | 6         |

### Thủ môn giữ sạch lưới
| #         | Cầu thủ           | V.League 1 | Cúp Quốc gia | Tổng cộng |
| --------- | ----------------- | ---------- | ------------ | --------- |
| 1         | Nguyễn Đình Triệu | 2          | 0            | 2         |
| 1         | Nguyễn Văn Toản   | 1          | 0            | 1         |
| 2         | Phạm Văn Luân     | 0          | 0            | 0         |
| Tổng cộng | Tổng cộng         | 3          | 0            | 3         |

### Thẻ phạt
| #         | Cầu thủ           | Số áo     | Vị trí    | V.League 1 | V.League 1                                | V.League 1 | Cúp Quốc gia | Cúp Quốc gia                              | Cúp Quốc gia | Tổng cộng | Tổng cộng                                 | Tổng cộng |
| #         | Cầu thủ           | Số áo     | Vị trí    | Thẻ vàng   | Thẻ vàng · Thẻ vàng-đỏ (thẻ đỏ gián tiếp) | Thẻ đỏ     | Thẻ vàng     | Thẻ vàng · Thẻ vàng-đỏ (thẻ đỏ gián tiếp) | Thẻ đỏ       | Thẻ vàng  | Thẻ vàng · Thẻ vàng-đỏ (thẻ đỏ gián tiếp) | Thẻ đỏ    |
| --------- | ----------------- | --------- | --------- | ---------- | ----------------------------------------- | ---------- | ------------ | ----------------------------------------- | ------------ | --------- | ----------------------------------------- | --------- |
| 1         | Đặng Văn Tới      | 5         | HV        | 2          |                                           |            | 1            |                                           |              | 3         |                                           |           |
| 2         | Phạm Mạnh Hùng    | 3         | HV        | 2          |                                           |            | 1            |                                           |              | 3         |                                           |           |
| 2         | Phạm Trung Hiếu   | 17        | HV        | 2          |                                           |            |              |                                           |              | 2         |                                           |           |
| 2         | Bicou Bissainthe  | 66        | HV        | 2          |                                           |            |              |                                           |              | 2         |                                           |           |
| 2         | Hồ Minh Dĩ        | 11        | TV        | 1          |                                           |            | 1            |                                           |              | 2         |                                           |           |
| 2         | Joseph Mpande     | 9         | TĐ        | 1          |                                           |            |              |                                           |              | 1         |                                           |           |
| 2         | Nguyễn Hải Huy    | 14        | TV        | 1          |                                           |            |              |                                           |              | 1         |                                           |           |
| 2         | Triệu Việt Hưng   | 97        | TV        | 1          |                                           |            |              |                                           |              | 1         |                                           |           |
| 2         | Nguyễn Văn Đạt    | 15        | HV        | 1          |                                           |            |              |                                           |              | 1         |                                           |           |
| 2         | Nguyễn Kiên Quyết | 21        | TV        |            |                                           |            | 1            |                                           |              | 1         |                                           |           |
| Tổng cộng | Tổng cộng         | Tổng cộng | Tổng cộng | 13         |                                           | 0          | 4            |                                           | 0            | 17        |                                           | 0         |